# Luftschutzwarndienst
Luftschutzwarndienst (LSW) (tjeneste for varsling af luftangreb) var en tysk civil organisation som havde ansvaret for varsling af luftangreb på tyske byer og installationer under anden verdenskrig.
LSW blev ledet af det tyske Luftwaffe.